# Zhang Xiaogang
Zhang Xiaogang (Kunming, 1958) é um pintor surrealista e simbolista chinês.
Fez uma série de retratos de chineses intitulada Bloodline composta por figuras monocromáticas, geralmente com olhos grandes e escuros, reminiscentes de retratos familiares da década de 1950 a 1960. Recentemente, ele traduziu muitas personagens da série "Bloodlines-Big Family" para esculturas.
Em 21 de Março de 2007, a obra Bloodline: Three Comrades,dessa série, foi vendida por 2.112.000 dólares pela Sotheby's em Nova Iorque..
Foi premiado com o Prémio de Bronze na 22ª Bienal de Arte de São Paulo em 1994.

## Vida e carreira
Zhang nasceu em 1958 na cidade de Kunming na província chinesa de Yunnan. Filho de Qi Ailan e Zhang Jing (ambos funcionários do governo) foi o terceiro dos quatro irmãos. A mãe de Zhang, Qi Ailan, ensinou-o a desenhar como uma atividade para mantê-lo fora de problemas:
"Desde cedo, meus pais estavam preocupados em me deixar sair e acabar me metendo em problemas. Eles nos deram papel e crayons para que pudéssemos desenhar em casa... Eu ganhei cada vez mais interesse na arte. Eu tive muito tempo, porque eu não tinha que ir à escola. Meu interesse aumentou. Depois que eu me tornei adulto, nunca desisti da arte. Então é assim que eu comecei a desenhar."
Os pais dele foram levados por alguns anos pelo governo chinês para reeducação. Ele e os três irmãos foram deixados ao cuidado de uma tia.
No início de 1976, Xiaogang foi enviado para trabalhar em uma fazenda como parte da Campanha de Envio ao Campo. O pintor chinês Lin Ling treinou Xiaogang em 1975, ensinando-lhe técnicas formais de cor de água e esboço.[carece de fontes?]
Em 1977, Xiaogang foi aceito na Academia das Belas Artes de Sichuan, onde começou a estudar pintura a óleo no ano seguinte. Na época de sua educação colegiada, os professores de Zhang continuaram a ensinar estilos de Realismo Revolucionário instituído pelo Presidente Mao. Isso só serviu para inspirar Xiaogang e seus colegas a optarem por temas de filosofia ocidental e individualismo introspectivo, evitando temas políticos e ideológicos.
Em 1982, ele se formou na Academia de Belas Artes de Sichuan, na cidade de Chongqing, na província de Sichuan, mas foi lhe negado um posto de ensino que ele esperava. Isso levou Zhang a cair em um período de depressão entre 1982 a 1985. Durante este período, ele trabalhou  em construções e diretor de arte para uma trupe de dança social em Kunming. Foi um momento de intenso auto-exame para Xiaogang, pois teve dificuldades em se adequar à sociedade. Sofrendo do alcoolismo, ele foi hospitalizado em 1984 com sangramento interno induzido pelo álcool, fazendo com que ele pintasse séries "The Ghost Between Black and White", que colocavam a forma visual em suas visões de vida e morte no hospital.
Em 1993, Zhang abandonou o expressionismo e começou a explorar a identidade chinesa de maneira surrealista, partindo da história nacional e da preocupação pessoal com as meditações.
Zhang viajou para a Alemanha em 1992 por 3 meses ganhando uma perspectiva sobre sua própria identidade cultural chinesa. Ao retornar, ele teve um novo desejo de explorar e revitalizar seu próprio passado pessoal, juntamente com a recente história chinesa através da pintura. Ele pensou em sua posição como artista chinês. Ele disse: "Eu olhei da 'fase inicial' até o presente procurando uma posição para mim, mas mesmo depois disso eu ainda não sabia quem eu era. Mas uma ideia emergiu claramente: se eu continuar sendo um artista, eu tenho para ser um artista da "China".
Xiaogang ficou inspirado com uma fotografia de sua mãe mais jovem e atraente, muito distante da mulher doente e esquizofrênica que acabou se tornando. Este acontecimento o levou a pintar a série Bloodlines que ilustrava o emaranhamento da vida privada e pública. Em meados da década de 1990, ele exibiu em todo o mundo, incluindo Brasil, França, Austrália, Reino Unido e os EUA.
Zhang, como outros artistas contemporâneos chineses, não foi capaz de exibir na China porque suas obras eram muito modernas e suspeitas. Mas agora suas pinturas são populares na China, não apenas na sociedade ocidental, então agora ele tem chances de exibir em museus e galerias na China em comparação com o passado.
Recentemente, ele expandiu seu trabalho não somente para pinturas a óleo, mas também para instalações e esculturas.

## Obras[13]
- My Daughter, 2002
- My Memory No. 1, 2002
- My Memory No. 2, 2002
- Identity Portrait Portfolio, 2003
- My Dream: Little General, 2005
- Bloodline, 2005
- Comrade, 2005
- Boy, 2005
- Writing, 2005
- Untitled, 2005
- Untitled, 2006
- Untitled (obra diferente), 2006
- The Big Family (Bloodlines Series), 2006
- Description, 2006
- Bloodline Series: Girl, 2006
- Little Navy, 2007
- Baby in a Sailor Suit, 2009
- Amnesia and Memory, 2009
- Nine of Hearts Nine of Spades, 2009
- Boy and Tree, 2009
- Landscape, 2009
- Girl and Tree, 2009
- The Red Baby, 2009
- Threads of Blood, 2009
- Tiananmen, 2009

## Exibições

### Exibições Individuais
- 2000 Max Protetch Gallery, New York
- 1999  Galerie de France (Galeria da França, tradução livre), Paris
- 1989  Academia de Belas Artes de Sujuão, província da China, Chongqing[11]

### Exibições em grupo
- 2002-03
  - 1st Guangzhou Triennale, Museu de Arte de Guangdong
- 2002
  - Modernidade Chinesa, Fundação Armando Alvares Penteado, Sao Paulo 
  - Imagem é Poder (Image is Power), Museu de Arte He Xiangning, Shenzhen 
  - Paris-Pekin, Espace Cardin,Paris 
  - CHINaRT Museum Kuppersmuhle,Duisburg
- 2001
  - A imagem incial: arte contemporânea no papel, Galeria Yibo, Shanghai 
  - Hot Pot, Kunstnemes Hus, Oslo 
  - Rumo a uma nova imagem, 20 anos de pintura chinesa contemporânea, Galeria Nacional, Pequim, Museu de Arte de Xangai, Museu de Arte da Província de Sichuan, Chengdu e Museu de Arte da Província de Guangdong, Cantão
  - Passe-murailles, Musee de Picardie, Amiens 
  - Rouges, Galerie Loft, Paris 
  - C’est Moi, C’est Nous, Galeria da França, Paris
- 2000
  - Portraits de Chine Contemporaine, Espace Culturel F. Mitterand, Perigueux 
  - Futuro, Contemporary Art Centre of Macau 
  - Kwangju Biennial, Kwangju, Korea 
  - The Dutch Gasunie, Groningen, Holland 
  - The Chengdu Movement, Canvas International Art, Amsterdam
- 1998-2000
  - Inside Out, Asia Society, New York, MoMA San Francisco, Seattle, Monterey
- 1997-98
  - 8+8-1, Selected Paintings by 15 Contemporary Artists, Schoeni Gallery, Hong Kong 
  - Avant Garde Chinese Artists, Soobin Gallery, Singapore 
  - China Now, Kulturprojekte, Basel 
  - Faces and Bodies of the Middle Kingdom, Chinese Art of the Nineties, Gallery Rudolfinum, Prague 
  - Awarded Coutts Art Foundation Award
- 1996-97
  - CHINA! Kunstmuseum, Bonn, travelled to Vienna, Singapore, Copenhagen and Warsaw 
  - 4 Points de Rencontre: Chine 1996, Galerie de France, Paris
- 1996
  - Asia Pacific Triennial, Australia 
  - Reckoning with the Past, Fruitmarket Gallery, Edinburgh
- 1995
  - 46th Venice Biennale, Venice 
  - Avant Gardes Artistiques Xineses, Centre d’Art Santa Monica, Barcelona
- 1994
  - 22nd International Biennial of Sao Paulo, Sao Paulo, Brazil
- 1993
  - New Art from China: Post-1989, Marlborough Gallery, London 
  - Chinese Fine Art in the 1990s: Experiences of China, Chengdu 
  - Mao Goes Pop, Museum of Contemporary Art, Sydney
- 1992
  - Guangzhou Biannual, Guangzhou
- 1991
  - I Don’t Want to Play Cards with Cezanne, Asia Pacific Art Museum, California
- 1989
  - China Avant Garde, China National Gallery, Beijing[11]